# Heimwehr

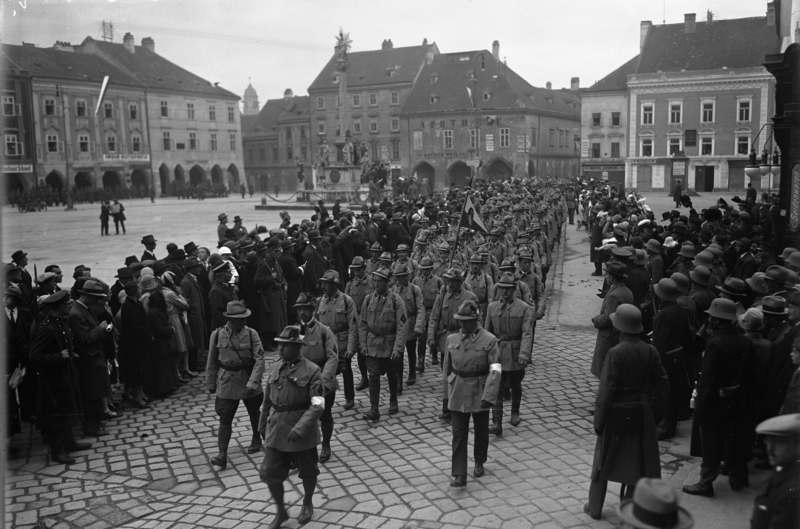
Heimwehrtrupper på marsch genom Wien år 1930.

Heimwehr (svenska: Hemvärnet), ibland Heimatschutz, var en högerorienterad paramilitär rörelse i Österrike under 1920- och 1930-talen liknande frikårerna i Tyskland. Milisen bestod av konservativt sinnade landsbygdsbor med nära band till det styrande Kristligtsociala partiet och kom att representera en stor del av den österrikiska högerflygeln under mellankrigstiden.
Några av medlemmarna såg till Italien och Benito Mussolini för vägledning, men historikerna är oense om huruvida Heimwehr verkligen var fascistiskt. I kamp med den pangermanska nazismen anammade Heimwehr österrikisk och katolsk nationalism riktat mot det "expansionistiska" och huvudsakligen protestantiska Nazityskland.

## Historia

### 1920-talet
Heimwehr bestod av huvudsakligen av lokala organisationer som bildades i olika delar av landet med mål att bland annat utvisa invandrade jugoslaver och bevara ordning omedelbart efter första världskriget. Det första förbandet och grunden till rörelsen grundades i Tyrolen av den kristligtsociale lantdagsledamoten Richard Steidle år 1920. Till en början fanns ingen nationell ledning eller enhetlig politisk plattform, utan de lokala grenarna reagerade själva mot vad de uppfattade som ideologiska och andra hot mot nationen. Till en början bekämpade man bland annat jugoslaviska, ungerska, tjeckoslovakiska och slovenska trupper i de områden som tillfallit nya statsbildningar efter uppdelningen av Österrike-Ungern. Man förklarade sig bland annat kämpa mot våldsamt försök till författningsändring, skydda liv och egendom och upprätthålla lag och ordning. Efter att ha stängt landets gränser vände man blickarna mot den "militanta marxismen" och utmålade som huvudfiender de österrikiska socialdemokraterna. Dessa bildade år 1923 en egen milis, Republikanischer Schutzbund, som motvikt till Heimwehr. Efter Julirevolten 1927 då 89 demonstranter sköts ihjäl av polis i Wien trädde Heimwehr ute i förbundsländerna fram som borgerlighetens "räddare i nöden" och åren därefter vann man snabbt ökande folkligt stöd.

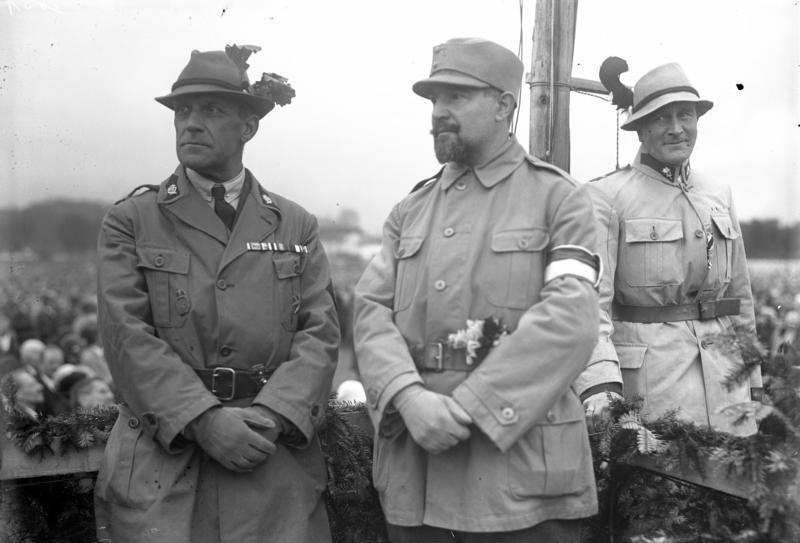
Heimwehrs ledarskap i september år 1930. Avgående förbundsledaren Richard Steidle i mitten.

### 1930-talet
Med Korneuburgeden från maj 1930 skulle förbundsledaren Steidle göra rörelsen mer enhetlig genom att sätta den i motsatsställning till "marxistisk klasskamp", liberala och kapitalistiska strukturer liksom parlamentarism och partipolitik. Allmän skepsis och internt motstånd ledde dock till att Steidles ställning istället försvagades och han tvingades avgå senare samma år. Under efterträdaren Ernst Rüdiger Starhemberg, som själv var uttalad motståndare till parlamentarism, accepterade man parlamentarisk partipolitik och ställde upp i 1930 års val till Nationalrådet i syfte att omorganisera Österrike till en korporativistisk Ständestaat. Med 6,2 % av rösterna vann Heimwehrs politiska gren, Heimatblock, inga spektakulära framgångar i valet och led av splittring och ökad radikalisering. 12 september 1931 genomförde man ett kuppförsök i Steiermark som misslyckades redan dagen därpå. Heimwehr var nu splittrat i en regeringstrogen och en regeringsfientlig flygel och trots att idén om en österrikisk Ständestaat blev verklighet år 1933 i och med den austrofascistiska enpartistaten under Engelbert Dollfuss förblev rörelsen ett orosmoment.
Under det kortvariga österrikiska inbördeskriget segrade den konservativa regeringen i allians med Heimwehr över Republikanischer Schutzbund och Österrikes socialdemokratiska arbetarparti löstes upp. Efter Dollfuss död år 1934 i ett nazistiskt kuppförsök försämrades dock Heimwehrs förhållande till regimen och 1936 förklarades samtliga förband upplösta av förbundskansler Kurt Schuschnigg. Heimwehr inlemmades i stort i Fosterländska fronten och ersattes av en förment mer regimtrogen milis, Frontmiliz.